# 로스 미세라블레스 (2014년 텔레노벨라)
《로스 미세라블레스》(스페인어: Los miserables)는 2014년 방영된 미국, 멕시코의 텔레노벨라이다.